# Laminaria setchellii
Espèce
Laminaria setchellii est une espèce d'algues brunes de la famille des Laminariaceae.